# Hambarine
Hambarine (cyr. Хамбарине) – wieś w Bośni i Hercegowinie, w Republice Serbskiej, w mieście Prijedor. W 2013 roku liczyła 906 mieszkańców.